# Герб Шоломиня
Герб Шоломиня — офіційний символ села Шоломинь, Львівського району Львівської області, затверджений 22 липня 2003 р. рішенням Звенигородської сільської ради. Герб є промовистим.
Автор — Андрій Гречило.

## Опис герба
У синьому полі золоте колесо від воза, обабіч та внизу — 3 срібні топки солі, у золотій главі 3 сині шоломи.

## Зміст
Символи підкреслюють історичне значення поселення, яке в давнину було центром солеваріння (топки) та торгівлі (колесо). Три шоломи асоціюються з назвою села, а також означають його розташування біля княжого Звенигорода.